# Carl Carl (Schauspieler)

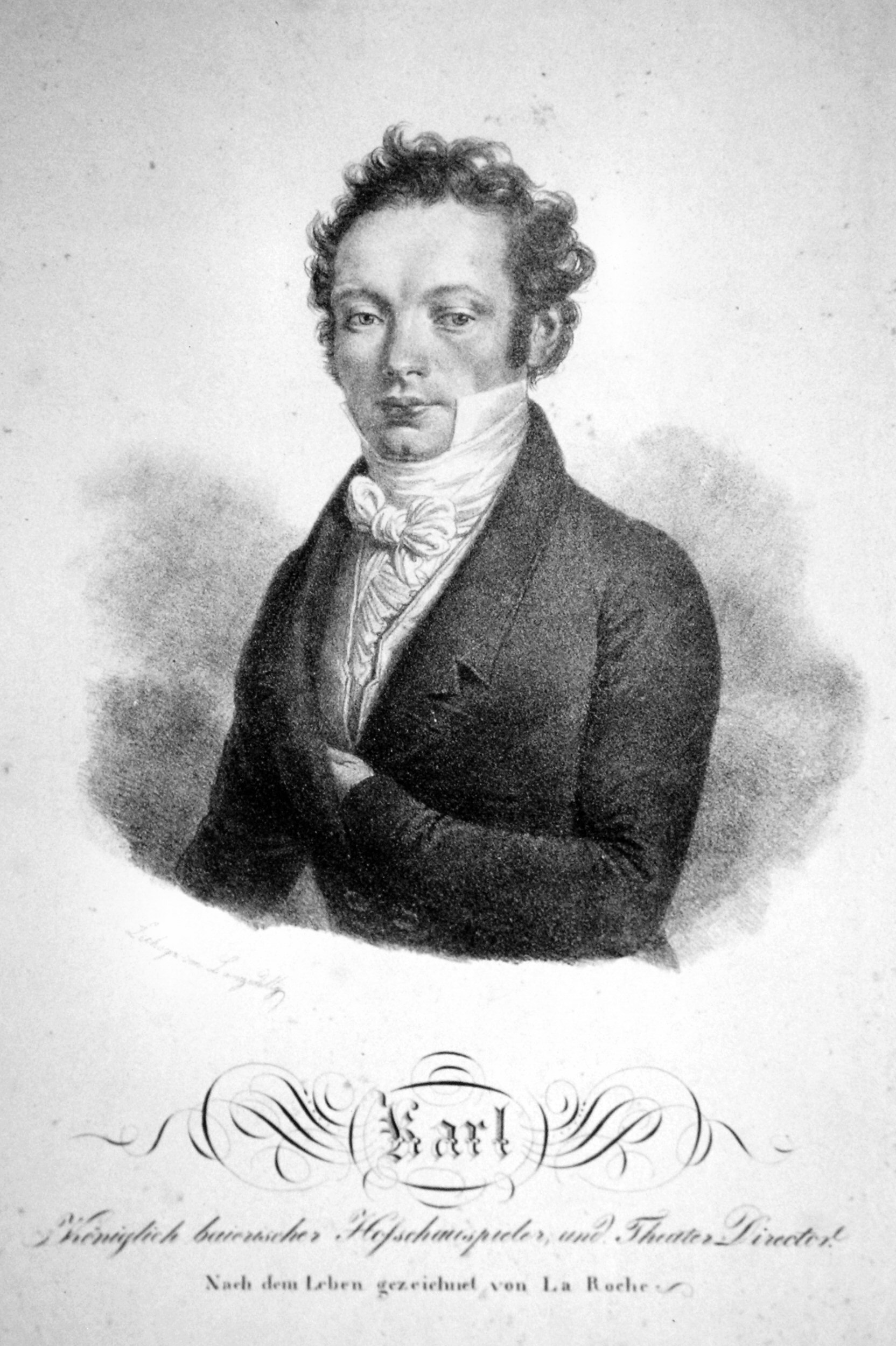
Carl Carl, Lithographie von Josef Lancedelli d. Ä. um 1820

Carl Carl, Pseudonym für Karl Andreas von Bernbrunn (* 7. November 1787 in Krakau, Polen; † 14. August 1854 in Bad Ischl), war ein österreichischer Schauspieler und Theaterdirektor und ein wichtiger Vertreter des Alt-Wiener Volkstheaters.

## Leben
Carl war der Sohn des deutschen Kaufmanns Karl Andrä von Bernbrunn und der Wiener Freiin Anna Maria Wetzlar von Plankenstern, der geschiedenen Ehefrau des österreichischen Schriftstellers Johann Baptist von Alxinger. Lt. ADB kann das Geburtsdatum nicht überprüft werden, da es sich beim vorliegenden Geburtsschein um eine Fälschung handelt. Wahrscheinlich wollte man die uneheliche Geburt vertuschen, da Carls Mutter erst nach dem Tod Johann Baptist von Alxingers 1796 wieder heiraten konnte. Die Mutter Carls war die Tochter des kaiserlichen Hoffaktors Abraham Wetzlar, der 1776 zusammen mit seiner Familie zum Katholizismus konvertiert war. 1777 wurde Abraham Wetzlar in den erblichen Freiherrnstand erhoben und ihm das Prädikat von Plankenstern verliehen. Ob Carl und sein Vater den Adelsnamen von Bernbrunn zu Recht benutzen, ist hingegen umstritten.

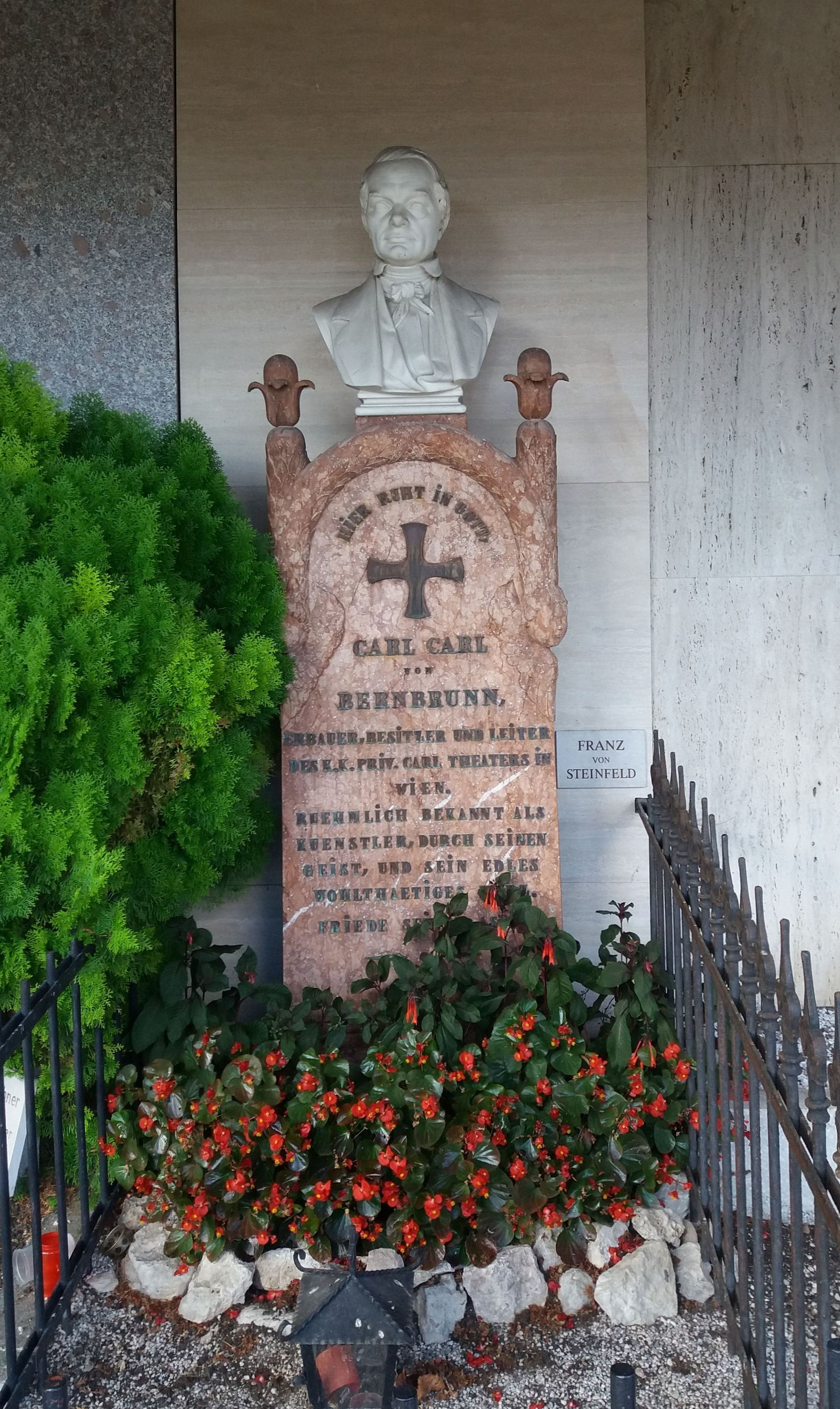
Grab von Carl Carl auf dem Friedhof Bad Ischl

Nach seiner Schulzeit wurde Carl in Wien Kadett und Student an der K.K. Technischen Ingenieur-Akademie. Er schloss diese Ausbildung im Rang eines Fähnrichs ab und nahm als solcher im April 1809 an der Schlacht von Abensberg teil. Dort geriet er in französische Gefangenschaft, wurde aber gegen sein Ehrenwort, „nie mehr wider Frankreich zu fechten“, freigelassen.
Carl nahm seinen Abschied von der Armee und ließ sich in Wien nieder. Der Versuch als Schauspieler am Theater in der Josefstadt endete kläglich, da nach dem Codex des k.k. Offizierskorps ein Mitglied desselben einen solchen Beruf nicht ausüben durfte.
Carl ging nach München, wo er unter dem Sänger und Regisseur Carl Weinmüller am Herzoggarten-Theater eine Anstellung fand. Dort entdeckte ihn der Prinzipal, Baron de la Motte, der ihn sofort an sein Isartortheater engagierte. Schon nach kurzer Zeit avancierte Carl zum Geschäftsführer dieses Theaters, in dem er meistenteils den jugendlichen Helden spielte. In München lernte Carl auch die Schauspielerin Margarethe Lang kennen, eine Tochter des bayerischen Hofmusikers Martin Lang und der Hofschauspielerin Marianne Boudet.
Neben seiner Arbeit am Theater fand Carl noch die Zeit, eine Schauspielschule („Schauspieler-Bildungs-Institut“) zu gründen. Er leitete dort Kurse und förderte junge Talente. Der spätere Komponist Ignaz Lachner kam auf diese Weise zu einer Anstellung in Carls Ensemble. Durch die Intrigen am bayerischen Hof war Carl bald schon genötigt, Kompromisse einzugehen. Da er solche Handlungsweisen ablehnte, verließ er im Herbst 1826 zusammen mit seinem gesamten Ensemble München und ließ sich in Wien nieder.
Im darauffolgenden Frühjahr mietete Carl das Theater an der Wien, welches er bis 1845 leitete. Während dieser Zeit kaufte er 1838 das Leopoldstädter Theater. Nach Renovierung und Umbau wurde es 1847 als Carltheater eröffnet und bis 1945 bespielt.
Lag in München noch der Schwerpunkt des Carlschen Repertoire auf den Spektakelstücken, änderte sich dies in Wien hin zur Volkskomödie. Carl konnte da an eine Tradition von Theaterautoren wie Adolf Bäuerle, Josef Alois Gleich und Karl Meisl anknüpfen. Kongenial dargeboten wurden diese Stücke u. a. von Alois Grois, Friedrich Hopp, Johann Nestroy und Wenzel Scholz. Carl selbst verkörperte als Schauspieler wie kein zweiter den inzwischen zur Volksfigur gewordenen Staberl.
Im Alter von 67 Jahren starb Carl Carl am 14. August 1854 in Bad Ischl und wurde auf dem  dortigen Stadtfriedhof beerdigt.